# رود اب
رود اُب (روسی: Обь) یا اوب یا رود اُبی یک رود بزرگ در سیبری و هفتمین رود بلند جهان است. این رود غربی‌ترین رود از سه رود بزرگ سیبری است که به اقیانوس منجمد شمالی می‌ریزد (دو رود دیگر رود لنا و رود ینی‌سئی هستند).